# Rapport du 25 juin 2021 du Pentagone sur les phénomènes aériens non identifiés
Évaluation préliminaire : Phénomènes aériens non identifiés est une évaluation mandatée par le gouvernement fédéral des États-Unis, publiée le 25 juin 2021 résumant les informations concernant les objets volants non identifiés (OVNI), également connus sous le nom de phénomène aérien non identifié (PAN),,,. L'attente du public américain autour de ce rapport était considérable et a été entretenu par les déclarations d'anciens hauts responsables du gouvernement américain, dont l'ancien président Barack Obama, qui a déclaré en juin 2021 « il y a des images et des enregistrements d'objets dans le ciel, dont nous ne savons pas exactement ce qu'ils sont »,.
Le rapport était censé donner « une analyse détaillée des données et des renseignements sur les phénomènes aériens non identifiés » qui avaient été compilés par l'Office of Naval Intelligence, la Unidentified Aerial Phenomena Task Force (UAPTF) et le FBI . Le rapport a identifié des problèmes de sécurité nationale et de sécurité des pilotes liés aux PAN. Le sénateur américain Marco Rubio, vice-président de la commission sénatoriale du renseignement, a déclaré qu'il avait demandé au directeur du renseignement national Avril Haines des informations supplémentaires avant la publication du rapport, qualifiant sa demande de « pré-briefing ». Rubio a déclaré, concernant la nature des objets inconnus, « il y a des trucs qui volent dans notre espace aérien et nous ne savons pas ce que c'est et ce ne sont pas les nôtres. Nous devons donc savoir qui se cache derrière, qui plus est s'il s'agit d'un adversaire qui a fait un saut technologique. »
On rapporte que 43 % du public américain s'intéresse de plus en plus au sujet des ovnis à la suite de la publication initiale par le New York Times en décembre 2017 des vidéos sur les ovnis du Pentagone. Parallèlement, les médias mainstream accordent une attention supplémentaire à l'Advanced Aerospace Threat Identification Program,.

## Contexte
Un projet de loi de crédits de 2,3 milliards de dollars, connu sous le nom de Consolidated Appropriations Act, 2021, lui-même faisant partie de la Coronavirus Aid, Relief, and Economic Security Act, a été promulgué le 27 décembre 2020. Le comité sénatorial du renseignement  inclus dans sa loi sur l'autorisation du renseignement pour l'exercice 2021 une stipulation qui mandatait le directeur du renseignement national de travailler avec le secrétaire à la Défense sur un rapport détaillant ce que le gouvernement sait des phénomènes aériens non identifiés (PAN), communément appelés OVNI, pour être communiqué au Congrès dans 180 jours, ce qui signifiait pas plus tard le 25 juin 2021.
La disposition exigeait que le rapport comprenne « une analyse détaillée des données et des renseignements sur les phénomènes aériens non identifiés » rassemblés par l' Office of Naval Intelligence, le groupe de travail sur les phénomènes aériens non identifiés et le FBI . Il a en outre appelé à «une description détaillée d'un processus interagences» qui garantirait que les données peuvent être recueillies et analysées dans l'ensemble du gouvernement fédéral. Enfin, le rapport identifierait les menaces potentielles pour la sécurité nationale et évaluerait si l'un des adversaires des États-Unis pourrait être à l'origine de cette activité. Bien que tenu d'être public, le rapport pourrait contenir une annexe classifiée.
Le mandat est intervenu après que des articles publiés par le New York Times et Politico aient confirmés l'existence du programme Advanced Aerospace Threat Identification Program, un programme du ministère de la Défense qui a commencé en 2007 pour enquêter sur des phénomènes non identifiés, qui a officiellement pris fin en 2012. Le 14 août 2020, un successeur de ce programme, the "Unidentified Aerial Phenomena Task Force", a été créé au sein de l'Office of Naval Intelligence. Le ministère de la Défense publiera finalement trois vidéos enregistrées par des pilotes de la marine américaine qui faisaient partie des enquêtes de l'UAPTF, connues sous le nom de vidéos d'OVNI du Pentagone,.

## Le Rapport
Le 25 juin 2021, une évaluation préliminaire de neuf pages a été publiée.  Il indique que l'Unidentified Aerial Phenomena Task Force, ou UAPTF s'est concentrée sur 144 observations de "phénomènes aériens non identifiés" par les forces armées américaines, principalement du personnel de la marine américaine, de 2004 à 2021. Aucun détail n'est donné dans l'évaluation préliminaire. Le rapport a révélé que l'UAPTF n'a pas pu identifier 143 de ces objets. Le seul objet qui a pu être identifié était « un gros ballon qui se dégonflait ». Il a affirmé que 18 de ces objets présentaient des « caractéristiques de vol inhabituelles », ces objets « semblaient rester stationnaires dans des vents en altitude, se déplacer contre le vent, manœuvrer brusquement ou se déplacer à une vitesse considérable, sans moyen de propulsion discernable. »  Certains d'entre eux, selon le rapport, ont libéré de l'énergie radiofréquence captée par des avions militaires américains,,. Une analyse plus approfondie permettrait de déterminer si ces observations proviennent d'une "technologie révolutionnaire". Le rapport indique que certaines de ces étapes sont gourmandes en ressources et nécessiteraient des investissements supplémentaires. Il n'a pas établi de lien entre les observations et la vie extraterrestre, les responsables déclarant "Nous n'avons aucune indication claire qu'il existe une explication non terrestre pour eux - mais nous irons là où les données nous mèneront".
Onze des incidents signalés étaient des quasi-accidents avec des avions militaires,, Le rapport a établi cinq catégories explicatives potentielles : encombrement aérien, les phénomènes atmosphériques naturels, les programmes de développement du gouvernement américain ou de l'industrie américaine, les systèmes adverses étrangers et une catégorie fourre-tout « autre ».

### Annexe classée
Le rapport a été publié en ligne  et remis aux commissions du renseignement de la Chambre et du Sénat avec une annexe classifiée. Une personne qui a assisté au briefing classifié, s'exprimant sous couvert d'anonymat, a déclaré que les législateurs avaient reçu "peu d'informations au-delà de ce qui est accessible au public" et que les seules vidéos diffusées avaient déjà été rendues publiques.

## Catégories
Le rapport a observé que les PAN ne peuvent se limiter à une seule explication et a créé cinq catégories d'explications potentielles pour les objets  observés entre 2004 et 2021 :
- Encombrement aérien : ces objets comprennent les oiseaux, les ballons, les véhicules aériens sans pilote (Drônes) de loisirs ou les débris en suspension dans l'air comme les sacs en plastique qui brouillent une scène et affectent la capacité d'un opérateur à identifier de véritables cibles, telles que des avions ennemis.
- Phénomènes atmosphériques naturels : Les phénomènes atmosphériques naturels comprennent les cristaux de glace, l'humidité et les fluctuations thermiques qui peuvent s'enregistrer sur certains systèmes infrarouges et radar.
- Programmes de développement du gouvernement américain ou de l'industrie : Certaines observations de PAN pourraient être attribuables aux développements et aux programmes classifiés d'entités américaines.
- Systèmes adverses étrangers : Certains PAN peuvent être des technologies déployées par la Chine, la Russie, un autre pays ou une entité non gouvernementale.
- Autre : Bien que la plupart des PAN décrits dans cet ensemble de données restent probablement non identifiées en raison de données limitées ou de défis liés au traitement ou à l'analyse de la collecte. Le rapport déclare avoir besoin de connaissances scientifiques supplémentaires pour collecter, analyser et ainsi caractériser avec succès certaines d'entre elles.

Selon le Washington Post, la première catégorie comprend les « objets fabriqués par l'homme encombrant l'air, tels que des ballons ou même des sacs en plastique, qui sont pris pour des appareils ». La deuxième catégorie comprend des éléments tels que « les cristaux de glace, l'humidité ou les fluctuations de chaleur pourraient s'enregistrer en tant qu'objet volant sur les caméras et les capteurs d'avions ou de navires en mer ». La troisième catégorie comprend les aéronefs conçus par le gouvernement américain ou une société américaine. La quatrième catégorie décrit les avions conçus par un adversaire étranger, comme la Chine et la Russie, qui, selon le Post, « font des progrès dans la technologie hypersonique et la rétro-ingénierie, domaines d'intérêt croissant pour le Pentagone ». Mais le rapport indiquait que l'agence « manquait de les données" pour confirmer si ces objets signalés ont été déployés par un adversaire étranger. La cinquième catégorie est "quelque chose d'un fourre-tout qui pourrait s'appliquer à des rencontres qui étaient brèves ou généraient trop peu de données". Selon le Post, cette dernière catégorie "séduira à coup sûr les ufologues et les détectives amateurs, ainsi que les responsables américains".

## Réactions et conséquences
En général, le rapport n'a pas su convaincre,,.
L'UAPTF a annoncé qu'elle travaillait à l'obtention de rapports supplémentaires, notamment de l' US Air Force, et avait commencé à recevoir des données de la Federal Aviation Administration (FAA). Il a également annoncé que "des efforts sont en cours pour normaliser les rapports d'incidents entre les services militaires américains et d'autres agences gouvernementales afin de garantir que toutes les données pertinentes soient reprises",  notant qu'aucun mécanisme de rapport standard n'existait avant que la Marine n'en crée un en mars 2019.
La secrétaire adjointe à la Défense, Kathleen Hicks, a publié une note  à la suite de la publication du rapport, affirmant qu'il mettait en évidence le problème des risques de vol à proximité des champs d'entraînement militaires. Elle a ordonné au plus haut responsable du renseignement et de la sécurité du Pentagone d'établir un moyen plus formel de coordonner la collecte, la communication et l'analyse des informations sur les PAN, ajoutant qu'« il est essentiel que les équipages militaires américains et le personnel gouvernemental signalent systématiquement des aéronefs ou tout autre dispositif qui interférent avec l'entraînement militaire. " En outre, le mémo de Hicks indique que tous les membres du ministère de la Défense utiliseront un ensemble de processus établis pour garantir que l'UAPTF "dispose de rapports d'observations d'un PAN dans les deux semaines suivant l'événement". L'attaché de presse du Pentagone, John Kirby, a déclaré que le bureau du renseignement avait reçu l'ordre d'élaborer un plan pour officialiser cette mission,,.
Le président de la commission sénatoriale du renseignement, Mark Warner a déclaré que « les États-Unis doivent être en mesure de comprendre et d'atténuer les menaces pesant sur nos pilotes, qu'elles proviennent de drones ou de ballons météorologiques ou de capacités de renseignement adverses. » Le sénateur Marco Rubio a déclaré que « Ce rapport est une première étape importante dans le catalogage de ces incidents, mais ce n'est qu'une première étape », ajoutant que « Le ministère de la Défense et la communauté du renseignement ont beaucoup de travail à faire avant que nous puissions réellement comprendre si ces menaces aériennes présentent un grave problème de sécurité nationale. »
Le rapport mentionne également que les agences informeront le Congrès de leurs progrès dans les 90 prochains jours.

## Réponse et analyse
Selon l'écrivain de Wired Adam Mann, "l'engouement actuel pour les ovnis est à bien des égards imputable à To the Stars ". En 2017, la société a mis les vidéos d'OVNI du Pentagone à la disposition du New York Times, et la médiatisation qui a suivi a finalement contraint l'armée américaine à confirmer l'origine des vidéos. Des publications grand public telles que The New Yorker « ont par la suite publié des articles sur une possible explication extraterrestre ». Les membres du Congrès ont finalement inclus une disposition ordonnant au département de la Défense de fournir un rapport sur les ovnis dans les six mois dans le cadre de leurs dépenses omnibus de décembre 2020 et de leur législation de lutte contre les coronavirus.
Le directeur de To the Stars Jim Semivan et le fondateur Tom DeLonge rejettent l'idée que la technologie russe ou chinoise soient à l'origine des PAN croient plutôt qu'ils sont le résultat d'actions "extraterrestres, interdimensionnelles ou ultra-terrestres".
Pour le New York Times, les accélérations, les capacités à changer de direction ou à s'immerger font que beaucoup de ces phénomènes observés restent difficiles à expliquer. Le rapport ne trouve aucune preuve de technologie extraterrestre dans ces objets volants non identifiés, mais l'ambiguïté même de ses conclusions font que cette hypothèse n'est pas écartée.
Pour BBCnews, le constat est le même, le Pentagone n'exclut pas les extraterrestres de son rapport, mais note un changement culturel sur une question, qui, comme les ovnis, traditionnellement ridiculisée, quitte dorénavant le domaine de la pop culture et de la science-fiction pour entrer dans le domaine de la sécurité nationale américaine .
Le rapport a émis l'hypothèse qu'ils pourraient avoir été l'œuvre de gouvernements étrangers, mais qu'il n'y avait aucune preuve pour l'indiquer. Dans un article du journal The Guardian, deux experts du domaine s'expriment. Von Rennenkampff qui a travaillé au Pentagon ainsi qu'au bureau de sécurité nationale en tant qu'analyste. Jack Weinstein professeur de sécurité nationale à l'université de Boston et ancien lieutenant général de l'armée de l'air américaine. Ils y déclarent qu'il était peu probable que ces observations soient l'œuvre de la Chine ou de la Russie, car, à leur avis, aucun des deux pays n'a actuellement les capacités de produire des engins capables d'atteindre les performances sophistiquées signalées,.
David Hambling dans un article de Forbes invite à la prudence quant aux objectifs réels de ce rapport qui ne seraient pas nécessairement de dire toute la vérité sur le phénomène mais plutôt de couvrir les erreurs d'identification du personnel militaire, d'opérer un blanchiment des expériences autour de nouvelles technologies testées, ou plus simplement un moyen commode pour l'armée de justifier de nouvelles enveloppes budgétaires .
L'écrivain sceptique et scientifique Mick West a noté que "les partisans de la divulgation des extraterrestres empiètent sur ces vrais problèmes des PANs... ces croyants prennent des vidéos banales d'incidents qui ne sont tout simplement pas identifiés, puis les recadrent comme des preuves d'une technologie extraordinaire - qui, bien sûr, est destiné à signifier "extraterrestres", même si les passionnés de cette hypothèse ne le diront pas explicitement. Cela cultive une attention médiatique crédule, qui à son tour crée une boucle de rétroaction d'intérêt public, puis des médias, et enfin une pression sur les politiciens pour qu'ils « fassent quelque chose ». West a analysé les vidéos d'OVNI publiées par l'armée américaine pour déterminer si certains des incidents pouvaient être dus à des défauts dans les systèmes radar nouvellement déployés ou à divers artefacts visuels régulièrement observés dans les caméras. West a noté qu'"il y a eu de nombreux rapports de drones au-dessus ou à proximité de zones restreintes", et que les pilotes peuvent mal identifier de tels objets. Selon West, « si quelque chose est difficile à identifier – comme un nouveau drone – alors nous devons trouver comment l'identifier. Si les pilotes font des erreurs, alors nous devons comprendre pourquoi". West soutient que le rapport a été mal interprété dans les médias et par les passionnés d'OVNI, affirmant que « les PAN ne sont pas identifiés en raison de données limitées ; c'est ce qui rend les cas difficiles à expliquer », ajoutant que « le rapport suggère que la majorité des cas, s'ils sont résolus, s'avérerait être une variété de choses comme le fouillis aérien ou un phénomène atmosphérique naturel. Un manque de données ne signifie pas que les extraterrestres sont la seule réponse" .
Le chercheur scientifique en études planétaires au Goddard Space Flight Center de la NASA, Ravi Kumar Kopparapu, a déclaré: "Il n'y a peut-être pas une seule explication à toutes ces observations". Selon Kopparupu, « Le rapport serait extrêmement utile si les données qui l'ont informé étaient rendues publiques afin que davantage d'experts et de scientifiques puissent l'examiner et, espérons-le, parvenir à un consensus scientifique sur la nature de certains des événements inexpliqués. Sinon, il y aura toujours des théories du complot enveloppant et inhibant une enquête scientifique appropriée sur les PAN".
L'historienne de l'Université de Pennsylvanie Kathryn Dorsch voit des parallèles avec l'intérêt de l'ère de la guerre froide pour les ovnis mais rejette l'origine extraterrestre. Selon Dorsch, "Dieu aime l'US Air Force, mais répondre aux questions épistémologiques n'est pas une priorité fondamentale pour eux. C'est pourquoi l'armée a toujours bataillé sur cette question des ovnis. Ils veulent savoir si cette chose est une menace ".

## Voir également